# 巴德通用捷运列车
巴德通用捷运列车（英語：Budd Universal Rapid Transit Car）是由美国巴德公司于1980年代设计制造的一款城市轨道交通电力动车组，用户包括位于佛罗里达州迈阿密-戴德县的迈阿密地铁，以及位于马里兰州巴尔的摩的巴尔的摩地铁。1982年至1986年，巴德公司生产了共208辆巴德通用捷运列车，其中向迈阿密地铁交付了136辆，向巴尔的摩地铁交付了72辆。

## 开发背景
1970年代，迈阿密地铁和巴尔的摩地铁相继动工兴建，而这两个地铁系统都计划在1983年末开通营运。马里兰州公共交通管理局和戴德县运输管理局决定共同向巴德公司订购列车，目的是凭借较大的订单量以争取较大的议价能力。1982年，马里兰州和戴德县向巴德公司提交了总共208辆地铁车辆的订单，其中迈阿密地铁和巴尔的摩地铁分别需要136辆及72辆，并要求优先交付巴尔的摩地铁的车辆。然而，受到巴德公司生产能力的限制，该订单的交付进度落后于原定计划。截至1983年7月，巴尔的摩地铁只接收了32辆，仍不足以满足开通营运的基本需要。根据计划，巴尔的摩地铁和迈阿密地铁分别需要至少58节及40节车厢来达到开通条件。为此，戴德县官员与巴德公司和马里兰州公共交通管理局协商，希望在巴尔的摩地铁接收58节车厢之后，让巴德公司向迈阿密地铁交付40节车厢。马里兰州起初没有同意延迟交货的建议，随后在众议员威廉·雷曼（William Lehman）和斯坦利·霍耶（Steny H. Hoyer）的斡旋之下，巴尔的摩地铁作出了让步并落实上述的双赢方案。最终，巴尔的摩地铁和迈阿密地铁分别于1983年11月和1984年5月通车，因此迈阿密地铁和巴尔的摩地铁的初代列车除了涂装以外几乎是完全相同的。。1986年4月，迈阿密地铁的136节车厢全部交付完毕。
1985年，由于当时巴德公司的铁路车辆制造业务已经连年亏损，作为巴德公司母公司的西德蒂森股份公司（Thyssen AG），决定将巴德公司的铁路车辆制造部门实行资产剥离，并建立子公司美国交通运输股份有限公司（Transit America, Inc.），负责经营巴德公司原交通运输部门的业务，巴德通用捷运列车等铁路车辆亦被纳入该公司的产品目录。直至1987年，巴德公司决定结束铁路车辆制造业务，美国交通运输公司亦被加拿大庞巴迪公司收购。因此，巴德通用捷运列车和长岛铁路M1/M3型电力动车组、芝加哥地铁2600系电力动车组等产品，一同成为该公司历史上最后生产的几款铁路车辆之一，标示着美国交通运输公司字样的制造商铭牌仍可见于部分后期生产的巴德通用捷运列车上。

## 技术特点
巴德通用捷运列车为动力分散式电力动车组，所有车厢均为装有传动装置的动车，每两节以半永久车钩连接的车厢作为一个基本单元，每个基本单元包含一节A型车厢和一节B型车厢，两节车辆的尾端对尾端相连。由于A型及B型车厢之间共享某些类型的辅助设备，因此列车最小编组必须至少为一个基本单元，并可根据需要将多个基本单元连挂运行，司机可在任一司机室对列车组进行集中操纵，列车最大编组为四个基本单元（八辆编组）。A型车厢设有列车通信、广播系统、空气压缩机等辅助设备，而B型车厢设有列车自动控制系统（ATC）、列车自动运行系统（ATO）、蓄电池组、低压电源分配柜等设备。每节车厢的车头部分都设有司机室 , 司机室的左侧设司机操纵台，司机室前端外形采用玻璃钢制成。
巴德通用捷运列车采用具有较长使用寿命的不锈钢车体，每节车厢的车钩中心间距长度为75英尺（22,860毫米），车体宽度为10英尺3英寸（3,124毫米），车顶至轨面高度为12英尺3.5英寸（3,746毫米），空载重量为76,600磅（34.7吨），满载重量为117,750磅（53.4吨）。车厢客室内座椅采用横向和纵向混合布置，设有37个双人座椅和1个残疾人轮椅空间，每节车厢共有74个座席，额定载客量为166人，最大载客量为275人。每节车厢设有两组9冷吨空调机组及电热取暖装置，可保证冬季车厢内温度不低于18℃，夏季车厢内温度不高于25.5℃，常年保持车内相对湿度60%。转向架为巴德公司自1950年代起广泛使用的先锋III型轻型转向架，该转向架的特点为采用内侧构架，轴箱定位装置通过由橡胶环固定在侧梁上，摇枕弹簧装置采用空气弹簧，车体通过两个空气弹簧座落于摇枕上，下心盘及中心销不仅作为摇枕的回转中心，亦用来传递牵引力及制动力，摇枕及车体之间亦设有平行牵引杆装置。基础制动系统为构架外侧的盘式制动装置。
巴德通用捷运列车是采用直—直流电传动的直流电力动车组，供电制式为750伏特直流电的第三轨供电，正常工作电压范围为650～900伏特。列车主电路系统采用西屋电气的产品，包括晶闸管斩波器调压装置及西屋电气1462B型牵引电动机，该型牵引电动机为四极、串励、自通风的直流电动机，额定电压为350伏特，额定功率为170马力，最高转速为每分钟5400转，传动齿轮比为5.732。该型牵引电动机亦用于华盛顿地铁3000系电力动车组。